# 毛允淑

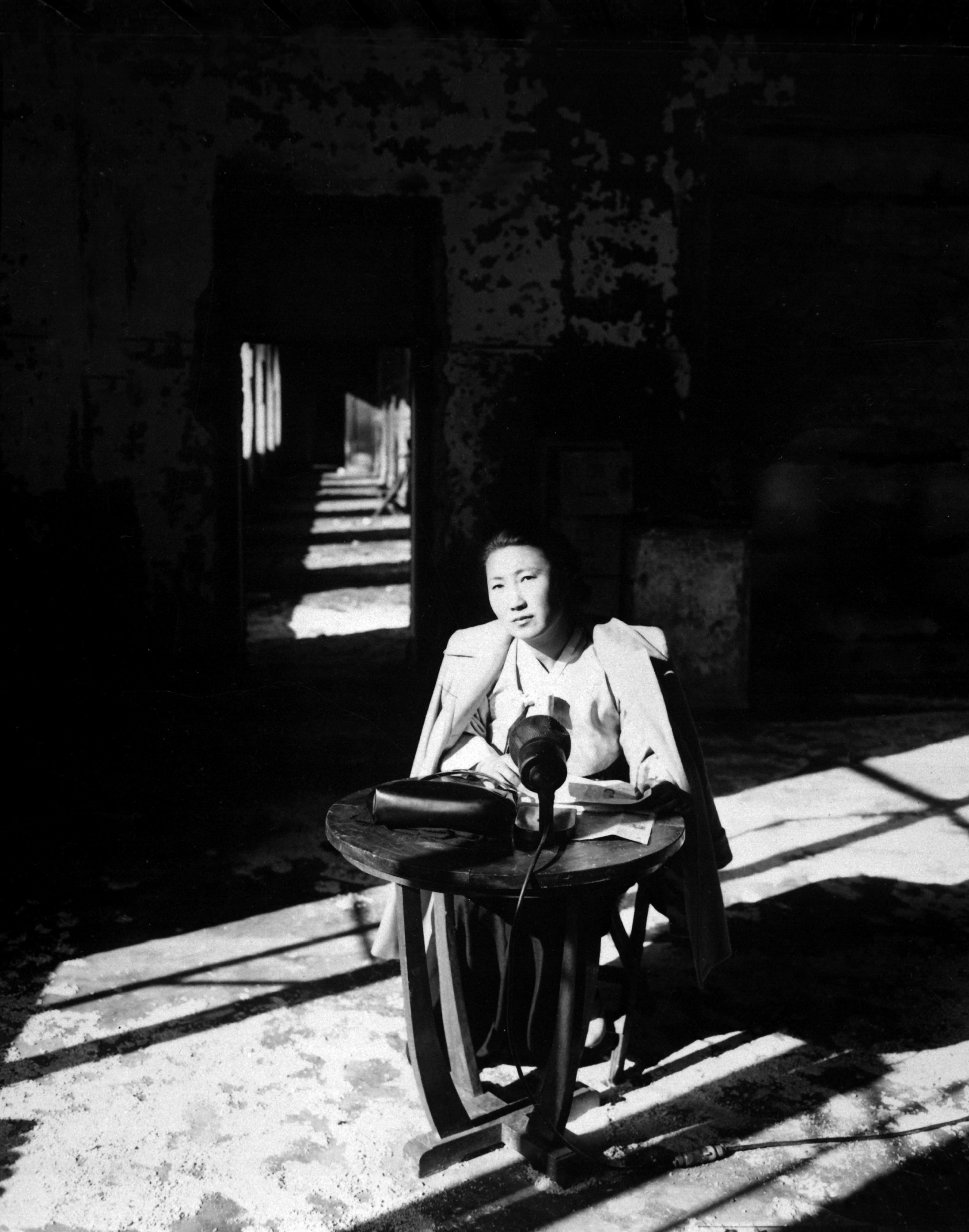

毛允淑（韓語：모윤숙；1910年3月5日—1990年6月7日），雅號嶺雲，出身咸鏡南道元山，女，韓國詩人。

## 略歴
毛允淑生於1910年3月5日咸鏡南道的元山，梨花女子大學畢業，曾任女子高中教師和記者。
1940年，她在京畿道被警察拘留時開始寫詩，韓國從日本獲得獨立後，她不僅在文學，還在各種其他領域保持活躍。1948年她作為聯合國韓國代表，1949年創辦『文藝』誌，1954年成立國際筆會韓國支部，出任副委員長，後歷任國會議員、韓國現代詩協會會長。
她早期的詩作偏向感傷、自由奔放、熱情，後期昇華轉為期待國權回復，鼓吹對祖國與民族之愛。